# Geōrgios Antzoulas
Geōrgios Antzoulas (in greco: Γεώργιος Αντζουλάς; Tripoli, 4 febbraio 2000) è un calciatore greco, difensore dell'HJK.

## Caratteristiche tecniche
È un difensore centrale.

## Carriera

### Club
Inizia a giocare a calcio nelle giovanili del Patraïkos, che nel 2014 lo cede all'Asteras Tripolīs. Il 28 luglio 2018 passa in prestito con diritto di riscatto alla Fiorentina, che lo aggrega alla formazione Primavera. Terminato il prestito rientra all'Asteras Tripolīs, che lo aggrega all'organico della prima squadra.
Il 31 gennaio 2021 si trasferisce in prestito con diritto di riscatto al Cosenza. Esordisce in Serie B il 13 marzo in Salernitana-Cosenza (0-0). A fine stagione il Cosenza decide di non riscattare il difensore, che fa rientro in Grecia. Il 5 luglio 2021 rinnova il contratto con l'Asteras Tripolīs fino al 2024.
Il 28 gennaio 2023 viene tesserato dall'Újpest, formazione impegnata nel campionato ungherese. Il 18 luglio 2024 si trasferisce all'HJK, nel campionato finlandese, firmando un contratto valido fino al 2025.

### Nazionale
In totale conta 36 presenze nelle selezioni giovanili elleniche.

## Statistiche

### Presenze e reti nei club
Statistiche aggiornate al 20 settembre 2024.
| Stagione                | Squadra                 | Campionato              | Campionato | Campionato | Coppe nazionali | Coppe nazionali | Coppe nazionali | Coppe continentali | Coppe continentali | Coppe continentali | Altre coppe | Altre coppe | Altre coppe | Totale | Totale |
| Stagione                | Squadra                 | Comp                    | Pres       | Reti       | Comp            | Pres            | Reti            | Comp               | Pres               | Reti               | Comp        | Pres        | Reti        | Pres   | Reti   |
| ----------------------- | ----------------------- | ----------------------- | ---------- | ---------- | --------------- | --------------- | --------------- | ------------------ | ------------------ | ------------------ | ----------- | ----------- | ----------- | ------ | ------ |
| 2017-2018               | Asteras Tripolīs        | SL                      | 0          | 0          | CG              | 1               | 0               | -                  | -                  | -                  | -           | -           | -           | 1      | 0      |
| 2018-2019               | Fiorentina              | A                       | 0          | 0          | CI              | 0               | 0               | -                  | -                  | -                  | -           | -           | -           | 0      | 0      |
| 2019-2020               | Asteras Tripolīs        | SL                      | 5+5        | 0          | CG              | 2               | 0               | -                  | -                  | -                  | -           | -           | -           | 12     | 0      |
| 2020-gen. 2021          | Asteras Tripolīs        | SL                      | 1          | 0          | CG              | 0               | 0               | -                  | -                  | -                  | -           | -           | -           | 1      | 0      |
| gen.-giu. 2021          | Cosenza                 | B                       | 5          | 0          | CI              | -               | -               | -                  | -                  | -                  | -           | -           | -           | 5      | 0      |
| 2021-2022               | Asteras Tripolīs        | SL                      | 2+5        | 0          | CG              | 0               | 0               | -                  | -                  | -                  | -           | -           | -           | 7      | 0      |
| 2022-gen. 2023          | Asteras Tripolīs        | SL                      | 1          | 0          | CG              | 0               | 0               | -                  | -                  | -                  | -           | -           | -           | 1      | 0      |
| Totale Asteras Tripolīs | Totale Asteras Tripolīs | Totale Asteras Tripolīs | 19         | 0          |                 | 3               | 0               |                    | -                  | -                  |             | -           | -           | 22     | 0      |
| gen.-giu. 2023          | Újpest                  | NB I                    | 13         | 1          | MK              | -               | -               | -                  | -                  | -                  | -           | -           | -           | 13     | 1      |
| 2023-2024               | Újpest                  | NB I                    | 24         | 1          | MK              | 1               | 0               | -                  | -                  | -                  | -           | -           | -           | 25     | 1      |
| Totale Újpest           | Totale Újpest           | Totale Újpest           | 37         | 2          |                 | 1               | 0               |                    | -                  | -                  |             | -           | -           | 38     | 2      |
| 2024                    | HJK                     | VL                      | 2+2        | 0          | CF+CdL          | -               | -               | UECL               | 2                  | 0                  | -           | -           | -           | 6      | 0      |
| Totale carriera         | Totale carriera         | Totale carriera         | 65         | 2          |                 | 4               | 0               |                    | 2                  | 0                  |             | -           | -           | 71     | 2      |

## Palmarès

### Club

#### Competizioni giovanili
- Coppa Italia Primavera: 1

Fiorentina: 2018-2019